# 297-я истребительная авиационная дивизия
297-я истреби́тельная авиацио́нная диви́зия ПВО (297-я иад ПВО) — авиационное воинское соединение истребительной авиации Вооружённых сил СССР в Великой Отечественной и Советско-японской войнах.

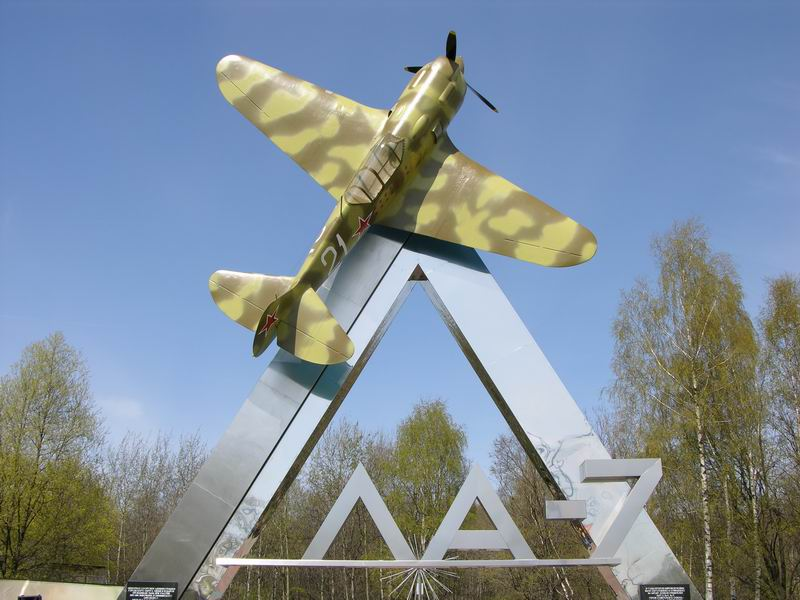
Самолёты Ла-7 401-й иап получил летом 1945 года для войны с Японией.

## Наименования дивизии
- 297-я истребительная авиационная дивизия ПВО;
- Полевая почта 26250.

## Формирование дивизии
297-я истребительная авиационная дивизия сформирована в августе 1942 года в Забайкальской зоне ПВО в Чите.

## Расформирование дивизии
297-я истребительная авиационная дивизия была расформирована в апреле 1960 года в составе 88-го истребительного авиационного корпуса ПВО 52-й воздушной истребительной армии ПВО Московского округа ПВО.

## В действующей армии
В составе действующей армии:
- с 9 августа 1945 года по 3 сентября 1945 года

## Командиры дивизии
| Звание    | Имя                        | Период                                                 | Примечание                                                     |
| --------- | -------------------------- | ------------------------------------------------------ | -------------------------------------------------------------- |
| Полковник | Шмельков Николай Иванович  | 23.12.1942 — 22.07.1944                                | с 15.10.1942 г. — заместитель командира                        |
| Полковник | Нечаев Иван Константинович | 23.07.1944 — 02.10.1944 г., 16.12.1944 — 26.01.1945 г. | ВРИД, с 08.05.1943 г. по 03.09.1945 г. в должности заместителя |
| Полковник | Сухачев Павел Петрович     | 02.10.1944 — 03.1950 г.                                |                                                                |
| Полковник | Нечаев Иван Константинович | 01.04.1947 — 01.03.1946 г.                             |                                                                |
| Полковник | Бордун Анатолий Зиновьевич | 1957 — 13.07.1960 г.                                   |                                                                |

## В составе соединений и объединений
| Дата          | Фронт (округ)             | Армия (Зона ПВО)                        | Корпус                                     |
| ------------- | ------------------------- | --------------------------------------- | ------------------------------------------ |
| 01.08.1942 г. | Забайкальский фронт       | 1-й бригадный район ПВО                 | -                                          |
| 01.01.1943 г. | Забайкальская зона ПВО    | 1-й бригадный район ПВО                 | -                                          |
| 01.02.1945 г. | Забайкальский фронт       | 12-я воздушная армия                    | -                                          |
| 30.04.1945 г. | Забайкальская армия ПВО   | 92-я дивизия ПВО                        |                                            |
| 01.08.1945 г. | Забайкальская армия ПВО   | 92-я дивизия ПВО                        |                                            |
| 03.09.1945 г. | Забайкальская армия ПВО   | 92-я дивизия ПВО                        | -                                          |
| 01.06.1946 г. | Дальневосточный округ ПВО |                                         | 1-й истребительный авиационный корпус ПВО  |
| 20.02.1949 г. | Дальневосточный округ ПВО | -                                       | 50-й истребительный авиационный корпус ПВО |
| 01.10.1950 г. | Дальневосточный округ ПВО |                                         | 50-й истребительный авиационный корпус ПВО |
| 01.11.1951 г. | Московский район ПВО      | 64-я воздушная истребительная армия ПВО | 88-й истребительный авиационный корпус ПВО |
| 01.02.1952 г. | Московский район ПВО      | 52-я воздушная истребительная армия ПВО | 88-й истребительный авиационный корпус ПВО |
| 20.08.1954 г. | Московский округ ПВО      | 52-я воздушная истребительная армия ПВО | 88-й истребительный авиационный корпус ПВО |
| 01.04.1960 г. | Московский округ ПВО      | 52-я воздушная истребительная армия ПВО | 88-й истребительный авиационный корпус ПВО |

## Состав дивизии
| Части                                     | Период                  | Примечание                                                                              |
| ----------------------------------------- | ----------------------- | --------------------------------------------------------------------------------------- |
| 938-й истребительный авиационный полк ПВО | 08.08.1942 — 27.11.1950 | передан во вновь сформированную 60-ю иад ПВО                                            |
| 939-й истребительный авиационный полк ПВО | 08.08.1942 — 27.11.1950 | передан во вновь сформированную 60-ю иад ПВО                                            |
| 401-й истребительный авиационный полк ПВО | 16.06.1945 — 01.04.1960 | по расформировании 297-й иад вошёл в непосредственное подчинение Московского округа ПВО |
| 70-й истребительный авиационный полк ПВО  | 05.10.1945 — 19.12.1945 | Вошёл в 316-ю штурмовую авиадивизию 12-й ВА ЗабВО                                       |
| 304-й истребительный авиационный полк ПВО | 01.11.1950 — 30.05.1960 | расформирован в 297-й иад ПВО                                                           |
| 162-й истребительный авиационный полк ПВО | 01.11.1958 — 05.10.1959 | расформирован в 297-й иад ПВО                                                           |
| 108-й истребительный авиационный полк ПВО | 01.11.1951 — 01.11.1958 | сформирован в дивизии 01.11.1951 г., расформирован 01.11.1958 г.                        |

## Боевой состав в советско-японской войне
| Части                                     | Базирование         |
| ----------------------------------------- | ------------------- |
| 938-й истребительный авиационный полк ПВО | Чойбалсан, Монголия |
| 939-й истребительный авиационный полк ПВО | Чойбалсан, Монголия |
| 401-й истребительный авиационный полк ПВО | Чойбалсан, Монголия |

## Боевой состав в 1950 году
| Части                                     | Базирование                                 |
| ----------------------------------------- | ------------------------------------------- |
| 938-й истребительный авиационный полк ПВО | Як-9, Домна, Читинская область              |
| 939-й истребительный авиационный полк ПВО | Ла-9, Ла-11, Домна, Читинская область       |
| 401-й истребительный авиационный полк ПВО | Ла-9, Домна, Читинская область; Харбин, КНР |
| 304-й истребительный авиационный полк ПВО | Ла-9, Харбин, КНР                           |

## Боевой состав в 1960 году
| Части                                     | Базирование                                   |
| ----------------------------------------- | --------------------------------------------- |
| 304-й истребительный авиационный полк ПВО | МиГ-17, Вязьма, Смоленская область            |
| 401-й истребительный авиационный полк ПВО | МиГ-17, Смоленск-Северный, Смоленская область |

## Участие в операциях и битвах

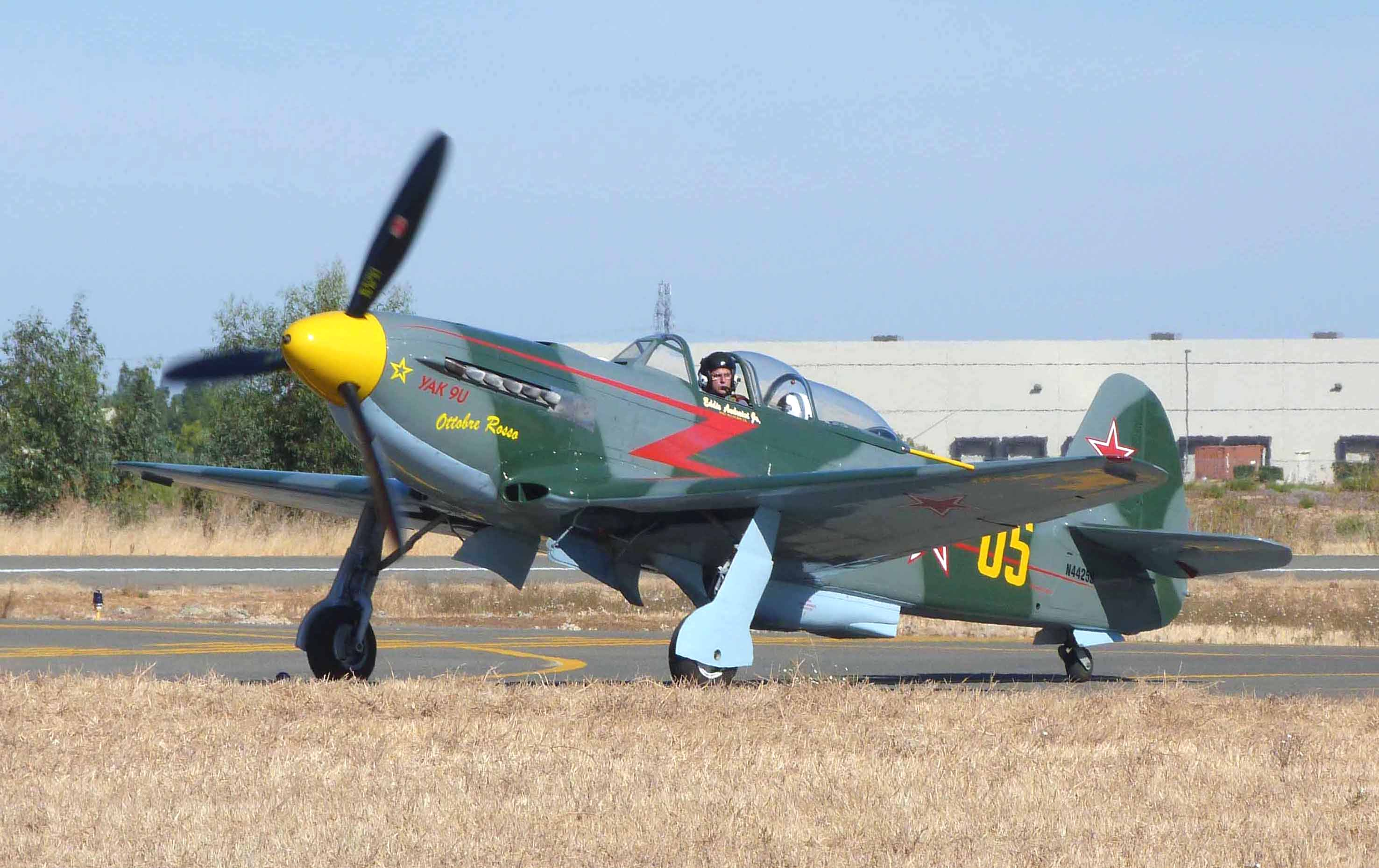
Як-9 — основной самолёт 938-го и 939-го полков дивизии в Советско-японской войне

- Дивизия в период Советско-японской войны решала задачи по прикрытию от ударов с воздуха объектов и коммуникаций тыла, районов сосредоточения и группировки войск Забайкальского фронта в границах Иркутской и Читинской областей, на территории Бурятии и Монголии.
- прикрытие войск Забайкальского фронта в период Хингано-Мукденской наступательной операции.

## Благодарности Верховного Главнокомандования
Дивизии за отличные боевые действия в боях с японцами на Дальнем Востоке и за овладение городами главным городом Маньчжурии Чанчунь и городами Мукден, Цицикар, Жэхэ, Дайрэн, Порт-Артур объявлена благодарность Верховного Главнокомандующего.

## Статистика боевых действий
Всего за время Советско-японской войны дивизией:
| Выполнено боевых вылетов | Сбито самолётов в воздухе | Потеряно лётчиков | Потеряно самолётов |
| ------------------------ | ------------------------- | ----------------- | ------------------ |
| 62                       | -                         | -                 | -                  |

## Базирование
| Период               | Аэродромы                             |
| -------------------- | ------------------------------------- |
| 1945 — 10.1945       | Чойбалсан, Монголия                   |
| 10.1945 — 11.1950    | Домна, Читинская область              |
| 11.1950 — 06.1951    | Харбин, Китай                         |
| 06.1951 — 11.1951    | Цицикар, Китай                        |
| 11.1951 — 01.04.1960 | Смоленск-Северный, Смоленская область |